# Pel-et-Der
Pel-et-Der é uma comuna francesa na região administrativa de Grande Leste, no departamento de Aube. Estende-se por uma área de 13,18 km². Em 2010 a comuna tinha 134 habitantes (densidade: 10,2 hab./km²).